# 愛西市文化会館
愛西市文化会館（あいさいしぶんかかいかん）は、愛知県愛西市稲葉町にある文化施設である。

## 施設概要

### 開館時間
- 午前9時から午後9時まで（夜間の利用がないときは、午後5時で閉館）

### 休館日
- 毎週月曜日

- 国民の祝日に関する法律に規定する休日の翌日。（当該翌日が土曜、日曜日の場合を除く。）
- 年末年始（12月28日から翌年1月4日まで）

### ホール

#### 客席
- 固定600席（1階：260席、2階：340席）※車椅子スペースは1階に6席分

#### 舞台規模
- 間口：14m　高さ：7m　奥行：10.5m

#### 楽屋
- 控室1
- 控室2
- 集会室

### 会議室
- 第1会議室
- 第2会議室
- 研修室
- 大研修室
- 和室
  - 第1和室
  - 第2和室
- 料理実習室
- 美術実習室
- 視聴覚室
- 陶芸小屋

## 交通アクセス

### 公共交通機関
- 名鉄尾西線「日比野駅」から徒歩約15分（約1.3km）
- 名鉄尾西線「佐屋駅」から徒歩約25分（約2.0km）
- 近鉄名古屋線「富吉駅」からタクシーで約15分
- JR関西本線「永和駅」からタクシーで約10分

### 自動車
- 東名阪自動車道「弥富IC」から北へ車で8分

## 周辺
- 愛西市役所本庁舎
- 愛西市図書館